# Międzybrodzie
Międzybrodzie is een plaats in het Poolse district Sanocki, woiwodschap Subkarpaten. De plaats maakt deel uit van de gemeente Sanok en telt 100 inwoners.